# Adam Kaczanowski
Adam Kaczanowski (ur. 10 grudnia 1976) – polski poeta i prozaik. Debiutował w 1994 roku w FA-arcie i Nowym Nurcie. Jego utwory publikowano również w takich czasopismach jak brulion, Czas Kultury i Kresy.

## Życiorys
W 1997 roku kwartalnik „Opcje” wydał jego arkusz poetycki pod tytułem Czarna skrzynka. Rok później zadebiutował książką Powieka – utworem na pograniczu kilku gatunków literackich. W 1999 roku w serii biblioteka Czasu Kultury ukazał się jego tomik Życie przed śmiercią. W 2000 roku otrzymał Medal Młodej Sztuki w kategorii literatura. Dłuższe utwory prozatorskie publikuje od 1998 roku w miesięczniku Twórczość. Jego pierwsza powieść Bez końca została wybrana przez Instytut Książki do reprezentowania Polski na Festiwalu Pierwszej Powieści w Kilonii w maju 2006. Jego druga powieść Awersja ukazała się w kwietniu 2007. Za tom Co jest nie tak z tymi ludźmi został nominowany do Górnośląskiej Nagrody Literackiej „Juliusz” 2017, a za tom Cele otrzymał Wrocławską Nagrodę Poetycką „Silesius” 2019 i nominację do Nagrody Literackiej Gdynia. Laureat Nagrody Literackiej Prezydenta Miasta Białegostoku im. Wiesława Kazaneckiego za rok 2020. Nominowany do Nagrody im. Wisławy Szymborskiej za rok 2020. Mieszka w Warszawie.

## Wiersze
- Powieka, wyd. FA-art, 1998.
- Życie przed śmiercią, wyd. Obserwator (biblioteka Czasu Kultury), 1999.
- Stany, wyd. FA-art, 2005.
- Sośnicki. Szary człowiek, Wydawnictwo Wojewódzkiej Biblioteki Publicznej i Centrum Animacji Kultury w Poznaniu, 2006.
- Nowe zoo, Wydawnictwo Wojewódzkiej Biblioteki Publicznej i Centrum Animacji Kultury w Poznaniu, 2008.
- Szkielet Małpy / Szept, Wydawnictwo Wojewódzkiej Biblioteki Publicznej i Centrum Animacji Kultury w Poznaniu, 2010.
- Happy End, Wydawnictwo Wojewódzkiej Biblioteki Publicznej i Centrum Animacji Kultury w Poznaniu, 2014.
- Co jest nie tak z tymi ludźmi?, Wydawnictwo Wojewódzkiej Biblioteki Publicznej i Centrum Animacji Kultury w Poznaniu, 2016.
- Cele, Wydawnictwo Wojewódzkiej Biblioteki Publicznej i Centrum Animacji Kultury w Poznaniu, 2018.
- Zabawne i zbawienne, Biuro Literackie, 2020[7].
- Spis treści (wspólnie z Piotrem Janickim), Wydawnictwo Warstwy, Wrocław 2020[8].

## Proza
- Bez końca, wyd. Prószyński i S-ka, 2005.
- Awersja, wyd. Prószyński i S-ka, 2007.
- Topless, Wydawnictwo Krytyki Politycznej, 2014.
- Czego boją się rodzice, Disastra Publishing, Poznań 2019.

- Utrata, Biuro Literackie, 2021[9].
- Ze Słowackiego, Wydawnictwo Ha!art, Kraków 2023, ISBN 978-83-67713-05-4.